# Wilf Mannion
(Brian Clough)
Wilf Mannion, all'anagrafe Wilfred James Mannion (South Bank, 16 maggio 1918 – Teesside, 14 aprile 2000), è stato un calciatore inglese, di ruolo attaccante, che giocò buona parte della sua carriera nel Middlesbrough Football Club e che partecipò con la maglia della Nazionale inglese al Campionato mondiale di calcio 1950 tenutosi in Brasile.
Considerato uno dei più grandi giocatori che abbiano vestito la maglia del Boro, Mannion nacque nella comunità industriale di South Bank, nel territorio di Middlesbrough, e giocò per diversi anni e ad alti livelli per il Middlesbrough, tanto da essere commemorato con una statua fuori dal Riverside Stadium.

## Carriera

### Club
Mannion iniziò a giocare a calcio sin da giovanissimo nelle strade della sua città, South Bank, usando come pallone ciò che capitava. Nel 1925 fece un provino per entrare nella England Schoolboys, la squadra nazionale delle scuole medie, ma venne respinto in quanto considerato troppo basso. All'età di 14 anni lasciò la scuola e iniziò a lavorare, prima come apprendista saldatore e poi in una fabbrica di laminati, entrando anche nella squadra di calcio locale, il South Bank St Peter's. Fu in questa squadra che venne notato dal Middlesbrough, con il quale firmò il suo primo contratto da professionista il 17 settembre 1936 all'età di 18 anni ed esordì, dopo aver ben impressionato fra le riserve, il 2 gennaio 1937 contro il Portsmouth FC, sostituendo il titolare Micky Fenton: la partita finì 2-2. Durante la stagione giocò solo un'ulteriore partita, persa contro il Preston North End, per poi tornare tra le riserve. Nella stagione successiva Mannion divenne titolare della prima squadra, marcando 22 presenze in campionato e 4 reti, di cui due segnate nelle prime due partite. Nel campionato 1937-1938 le presenze salirono a 38, con 14 reti, di cui 4 in una quaterna segnata al Blackpool FC il 10 dicembre 1938: in quella stagione, il Middlesbrough segnò complessivamente 93 reti terminando quarto in classifica.
Lo scoppio della seconda guerra mondiale interruppe la carriera di Mannion: arruolato nei Green Howards, reggimento di fanteria dell'esercito inglese, fu spedito nel 1940 in Francia per cercare di fermare le forze naziste. Gli Alleati furono sconfitti e un giornale locale riportò la morte di Mannion quando, in realtà, si trovava tra i soldati evacuati durante la Battaglia di Dunkirk. Al suo ritorno in Inghilterra, giocò alcune gare con il Tottenham e con il A.F.C. Bournemouth e vestì la maglia dell'Inghilterra in 4 amichevoli non riconosciute come ufficiali. Subito dopo, venne spedito con il suo reggimento in Sudafrica e fu parte del corpo di spedizione che, il 10 luglio 1943, sbarcò sulle coste della Sicilia. Prese parte anche allo sbarco ad Anzio e fu successivamente mandato a Il Cairo per riprendersi dallo stress da combattimento: nella città egiziana fu però colpito dalla malaria e rimpatriato.
Alla ripresa del campionato, nella stagione 1946-1947, Mannion si era completamente ristabilito e fu autore del primo gol del Middlesbrough del dopoguerra. Cercando di aumentare il suo guadagno personale, Mannion non rinnovò il contratto per la stagione 1947-1948 minacciando di trasferirsi all'Oldham Athletic, che al tempo giocava in Third Division e che gli offriva un lavoro a parte. Il Middlesbrough rispose alzando il prezzo del suo cartellino a una cifra al tempo elevatissima, tale che il manager David Jack dichiarò:"Anche se ci dessero 50.000 sterline non autorizzeremmo il trasferimento di Mannion. Perché dovremmo lasciar andare il miglior giocatore britannico?". Il Middlesbrough rifiutò un'offerta dell'Oldham di 15.000 sterline, una seconda dell'Aston Villa di 25.000 sterline, una terza dell'Everton di 27.000 sterline e l'Arsenal annunciò che avrebbe provato ad acquistare Mannion offrendo in cambio numerosi giocatori.
In questo periodo Mannion non ricevette stipendio e, non essendo inserito in nessuna rosa, fu in pratica un fuoricasta: in più, questa circostanza non gli permise di essere convocato in Nazionale. Il braccio di ferro fra società e giocatore si concluse a favore del Boro, che nel frattempo rischiava la retrocessione: il ritorno dell'attaccante fu un passo importante per la salvezza della squadra. Il club rimase però una compagine di media classifica per gli anni a seguire: Mannion giocò 35 partite (segnando una sola rete) nel campionato 1949-1950 e fece invece segnare la sua stagione migliore nel 1952-1953, quando segnò 19 reti in 41 gare. La retrocessione evitata pochi anni prima arrivò però nel campionato 1953-1954: Mannion annunciò allora il suo ritiro dal calcio, salvo cambiare idea pochi mesi dopo entrando a far parte dell'Hull City il 22 dicembre. Dopo 16 presenze e una rete con la nuova maglia, fu però sospeso dalla Football Association: in una serie di articoli pubblicati in diversi giornali (nei quali dichiarò, tra l'altro, di aver rifiutato un'offerta di 15.000 sterline da parte della Juventus), disse infatti di aver ricevuto una tangente di 3.000 sterline da parte di un altro club di First Division per convincerlo a lasciare il Middlesbrough diversi anni prima. Alla richiesta, da parte della Federazione, di far luce sull'accaduto, Mannion non diede risposta (come rivelò più avanti, il club che fece l'offerta fu l'Aston Villa) e fu per questo allontanato dal calcio professionistico inglese, anche se il divieto fu rimosso qualche anno dopo.
Mannion entrò quindi a far parte del Cambridge United, formazione non professionistica nella quale rimase per due stagioni, fino al suo nuovo e definitivo ritiro dal calcio giocato nel 1958.

### Nazionale
Durante la guerra, Mannion fece registrare 4 presenze in partite considerate come non ufficiali: il suo esordio ufficiale risale al 28 settembre 1946, nella prima partita dell'Inghilterra del dopoguerra, giocata a Belfast contro l'Irlanda: Manning segnò una tripletta. Dopo numerose presenze da titolare venne convocato per il Campionato mondiale di calcio del 1950 giocatosi in Brasile, nel quale scese in campo nella vittoria contro il Cile e nella sconfitta con gli Stati Uniti, che costò all'Inghilterra l'eliminazione dalla competizione e passata alla storia come il Miracolo di Belo Horizonte. Dopo l'episodio della sua esclusione dal Middlesbrough, rimase fuori dalla Nazionale per oltre un anno (dal maggio 1948 al maggio dell'anno successivo): l'ultima sua convocazione fu il 3 ottobre 1951 nel pareggio per 2-2 contro la Francia. Complessivamente, Mannion marcò 26 presenze con la Nazionale maggiore, nella quale segnò 11 reti, a cui vanno sommate 2 presenze ufficiali e due non ufficiali con la maglia dell'Inghilterra B.

## Dopo il ritiro
Nel 1958 prese in gestione un pub a Stevenage, e nel 1960 entrò a far parte della fabbrica di auto della Vauxhall a Luton: in questo periodo, guidò per 2 stagioni l'Earlestown F.C. fino al fallimento del club nel 1962, trasferendosi a Teesside per lavorare nella ICI.
Il 17 maggio 1983, il Middlesbrough gli dedicò una partita condivisa con George Hardwick che, come Mannion, ha tuttora una statua dedicata all'esterno del Riverside Stadium.
Mannion morì il 14 aprile 2000 dopo essere stato ricoverato in ospedale, all'età di 81 anni. In riconoscimento alla sua carriera, nel 2004 è stato inserito nella Hall of Fame del calcio inglese.

## Statistiche

### Cronologia presenze e reti in nazionale
| Cronologia completa delle presenze e delle reti in nazionale ― Inghilterra | Cronologia completa delle presenze e delle reti in nazionale ― Inghilterra | Cronologia completa delle presenze e delle reti in nazionale ― Inghilterra | Cronologia completa delle presenze e delle reti in nazionale ― Inghilterra | Cronologia completa delle presenze e delle reti in nazionale ― Inghilterra | Cronologia completa delle presenze e delle reti in nazionale ― Inghilterra | Cronologia completa delle presenze e delle reti in nazionale ― Inghilterra | Cronologia completa delle presenze e delle reti in nazionale ― Inghilterra |
| Data                                                                       | Città                                                                      | In casa                                                                    | Risultato                                                                  | Ospiti                                                                     | Competizione                                                               | Reti                                                                       | Note                                                                       |
| -------------------------------------------------------------------------- | -------------------------------------------------------------------------- | -------------------------------------------------------------------------- | -------------------------------------------------------------------------- | -------------------------------------------------------------------------- | -------------------------------------------------------------------------- | -------------------------------------------------------------------------- | -------------------------------------------------------------------------- |
| 28-9-1946                                                                  | Belfast                                                                    | Irlanda del Nord                                                           | 2 – 7                                                                      | Inghilterra                                                                | Amichevole                                                                 | 3                                                                          |                                                                            |
| 30-9-1946                                                                  | Dublino                                                                    | Irlanda                                                                    | 0 – 1                                                                      | Inghilterra                                                                | Amichevole                                                                 | -                                                                          |                                                                            |
| 13-11-1946                                                                 | Manchester                                                                 | Inghilterra                                                                | 3 – 0                                                                      | Galles                                                                     | Amichevole                                                                 | 2                                                                          |                                                                            |
| 27-11-1946                                                                 | Huddersfield                                                               | Inghilterra                                                                | 8 – 2                                                                      | Paesi Bassi                                                                | Amichevole                                                                 | 1                                                                          |                                                                            |
| 12-4-1947                                                                  | Londra                                                                     | Inghilterra                                                                | 1 – 1                                                                      | Scozia                                                                     | Torneo Interbritannico                                                     | -                                                                          |                                                                            |
| 3-5-1947                                                                   | Londra                                                                     | Inghilterra                                                                | 3 – 0                                                                      | Francia                                                                    | Amichevole                                                                 | 1                                                                          |                                                                            |
| 18-5-1947                                                                  | Zurigo                                                                     | Svizzera                                                                   | 1 – 0                                                                      | Inghilterra                                                                | Amichevole                                                                 | -                                                                          |                                                                            |
| 25-5-1947                                                                  | Lisbona                                                                    | Portogallo                                                                 | 0 – 10                                                                     | Inghilterra                                                                | Amichevole                                                                 | -                                                                          |                                                                            |
| 21-9-1947                                                                  | Bruxelles                                                                  | Belgio                                                                     | 2 – 5                                                                      | Inghilterra                                                                | Amichevole                                                                 | -                                                                          |                                                                            |
| 18-10-1947                                                                 | Cardiff                                                                    | Galles                                                                     | 0 – 3                                                                      | Inghilterra                                                                | Torneo Interbritannico                                                     | -                                                                          |                                                                            |
| 5-11-1947                                                                  | Liverpool                                                                  | Inghilterra                                                                | 2 – 2                                                                      | Irlanda                                                                    | Torneo Interbritannico                                                     | 1                                                                          |                                                                            |
| 19-11-1947                                                                 | Londra                                                                     | Inghilterra                                                                | 4 – 2                                                                      | Svezia                                                                     | Amichevole                                                                 | -                                                                          |                                                                            |
| 16-5-1948                                                                  | Torino                                                                     | Italia                                                                     | 0 – 4                                                                      | Inghilterra                                                                | Amichevole                                                                 | -                                                                          |                                                                            |
| 18-5-1948                                                                  | Oslo                                                                       | Norvegia                                                                   | 1 – 4                                                                      | Inghilterra                                                                | Amichevole                                                                 | -                                                                          |                                                                            |
| 22-5-1949                                                                  | Colombes                                                                   | Francia                                                                    | 1 – 3                                                                      | Inghilterra                                                                | Amichevole                                                                 | -                                                                          |                                                                            |
| 21-9-1949                                                                  | Liverpool                                                                  | Inghilterra                                                                | 0 – 2                                                                      | Irlanda                                                                    | Amichevole                                                                 | -                                                                          |                                                                            |
| 15-4-1950                                                                  | Glasgow                                                                    | Scozia                                                                     | 0 – 1                                                                      | Inghilterra                                                                | Qual. Mondiali 1950                                                        | -                                                                          |                                                                            |
| 14-5-1950                                                                  | Lisbona                                                                    | Portogallo                                                                 | 3 – 5                                                                      | Inghilterra                                                                | Amichevole                                                                 | -                                                                          |                                                                            |
| 18-5-1950                                                                  | Bruxelles                                                                  | Belgio                                                                     | 1 – 4                                                                      | Inghilterra                                                                | Amichevole                                                                 | 1                                                                          |                                                                            |
| 25-6-1950                                                                  | Rio de Janeiro                                                             | Inghilterra                                                                | 2 – 0                                                                      | Cile                                                                       | Mondiali 1950 - 1º turno                                                   | 1                                                                          |                                                                            |
| 29-6-1950                                                                  | Belo Horizonte                                                             | Inghilterra                                                                | 0 – 1                                                                      | Stati Uniti                                                                | Mondiali 1950 - 1º turno                                                   | -                                                                          |                                                                            |
| 7-10-1950                                                                  | Belfast                                                                    | Irlanda del Nord                                                           | 1 – 4                                                                      | Inghilterra                                                                | Torneo Interbritannico                                                     | -                                                                          |                                                                            |
| 15-11-1950                                                                 | Sunderland                                                                 | Inghilterra                                                                | 4 – 2                                                                      | Galles                                                                     | Torneo Interbritannico                                                     | 1                                                                          |                                                                            |
| 22-11-1950                                                                 | Londra                                                                     | Inghilterra                                                                | 2 – 2                                                                      | Jugoslavia                                                                 | Amichevole                                                                 | -                                                                          |                                                                            |
| 14-4-1951                                                                  | Londra                                                                     | Inghilterra                                                                | 2 – 3                                                                      | Scozia                                                                     | Torneo Interbritannico                                                     | -                                                                          |                                                                            |
| 3-10-1951                                                                  | Londra                                                                     | Inghilterra                                                                | 2 – 2                                                                      | Francia                                                                    | Amichevole                                                                 | -                                                                          |                                                                            |
| Totale                                                                     |                                                                            | Presenze                                                                   | 26                                                                         |                                                                            | Reti                                                                       | 11                                                                         |                                                                            |

## Palmarès

### Club

#### Competizioni nazionali
- Community Shield: 1

Inghilterra: 1950